# Papilio zelicaon
Papilio zelicaon – gatunek motyla z rodziny paziowatych występujący w zachodniej części Ameryki Północnej.
Motyl ten osiąga od 52 do 80 mm rozpiętości skrzydeł. Ich barwa jest zwykle głównie żółta, ale istnieje też forma o skrzydłach w większości czarnych. Przy nasadach ogonków znajdują się oczopodobne plamy o czarnych środkach. Przez czarny odwłok biegną żółte pasy boczne.
Gąsienice tego gatunku mają zielone ubarwienie, z dodatkowymi żółtymi paskami. Żywią się przeważnie roślinami z rodziny selerowatych, zwłaszcza dzięglach i barszczachach. Notowane także na cytrusach.
Występuje w Baja California, zachodnich Stanach Zjednoczonych, Albercie, Saskatchewan i Kolumbii Brytyjskiej, sięgając na północ do Pink Mountain. Zamieszkuje różne siedliska, od nabrzeży morskich po wysokie góry. Spotykany też jest w ogrodach.